# 4935 Maslachkova
4935 Maslachkova è un asteroide della fascia principale. Scoperto nel 1985, presenta un'orbita caratterizzata da un semiasse maggiore pari a 2,1952677 UA e da un'eccentricità di 0,1463910, inclinata di 5,72492° rispetto all'eclittica.